# All Night Long 6
All Night Long 6 – japoński horror z 2009 roku w reżyserii Katsuyi Matsumury.

## Fabuła
Mężczyzna włamuje się do domu zamieszkałego przez dwie siostry. Zastaje w nim tylko jedną z nich. Po pewnym czasie w mieszkaniu zjawia się druga, starsza siostra. Włamywacz upokarza je i wykorzystuje. Po wielu godzinach postanawia opuścić ich dom. Nie udaje mu się to.